# Vía Laurentina
La vía Laurentina es el nombre de una carretera antigua del Imperio romano y también el nombre de una carretera moderna de la Italia contemporánea. La carretera tiene su inicio en Roma y recorre hacia el sur hasta llegar a Tor San Lorenzo.

## La carretera antigua
La nomenclatura del grupo de carreteras entre la vía Ardeatina y la vía Ostiensis es un poco difícil de determinar y mucho depende del punto de vista tomado de dónde se ubicaba la antigua ciudad de Laurentum. Parece probable, sin embargo, que la propia vía Laurentina era la carretera que salía desde la Porta Ardeatina de las murallas aurelianas e iba directamente hacia Tor Paterno.

### Tercera milla
En la tercera milla, la carretera tiene una ramificación que va desde la vía Ostiensis, pasando por Decimo, hasta llegar a Lavinium (Pratica). Ésta cruza la otra carretera en ángulo recto no muy lejos de su destino. La vía Laurentina en la sección que atraviesa en dirección suroeste y sureste hacia Lavinium puede también llamarse como la vía Lavinatis, aunque este nombre no está documentado en tiempos antiguos. 
En esta sección de la carretera (vía Lavinatis), pasado Decimo, se han encontrado dos mojones, uno de Tiberio y el otro de Majencio, cada uno con el número II. Más allá en Capocota, se han encontrado rastros de edificios antiguos y inscripciones sepulcrales de un gobernante judío.

### Octava milla
Está claro que la vía Laurentina estaba cerca de la vía Ardeatina por el hecho de que el mismo contratista fue contratado para construir ambas carreteras. 
Se podía llegar a Laurentum también por una rama de la vía Ostiensis en la octava milla (en Malafede), que pasaba por Castel Porziano, la finca del presidente de la República. Según Festo, esta finca era idéntica al antiguo Ager Solonius, que estaba situada en el Pomonal o el bosque sagrado de Pomona, que más tarde pertenecería a Cayo Mario.

## La carretera moderna

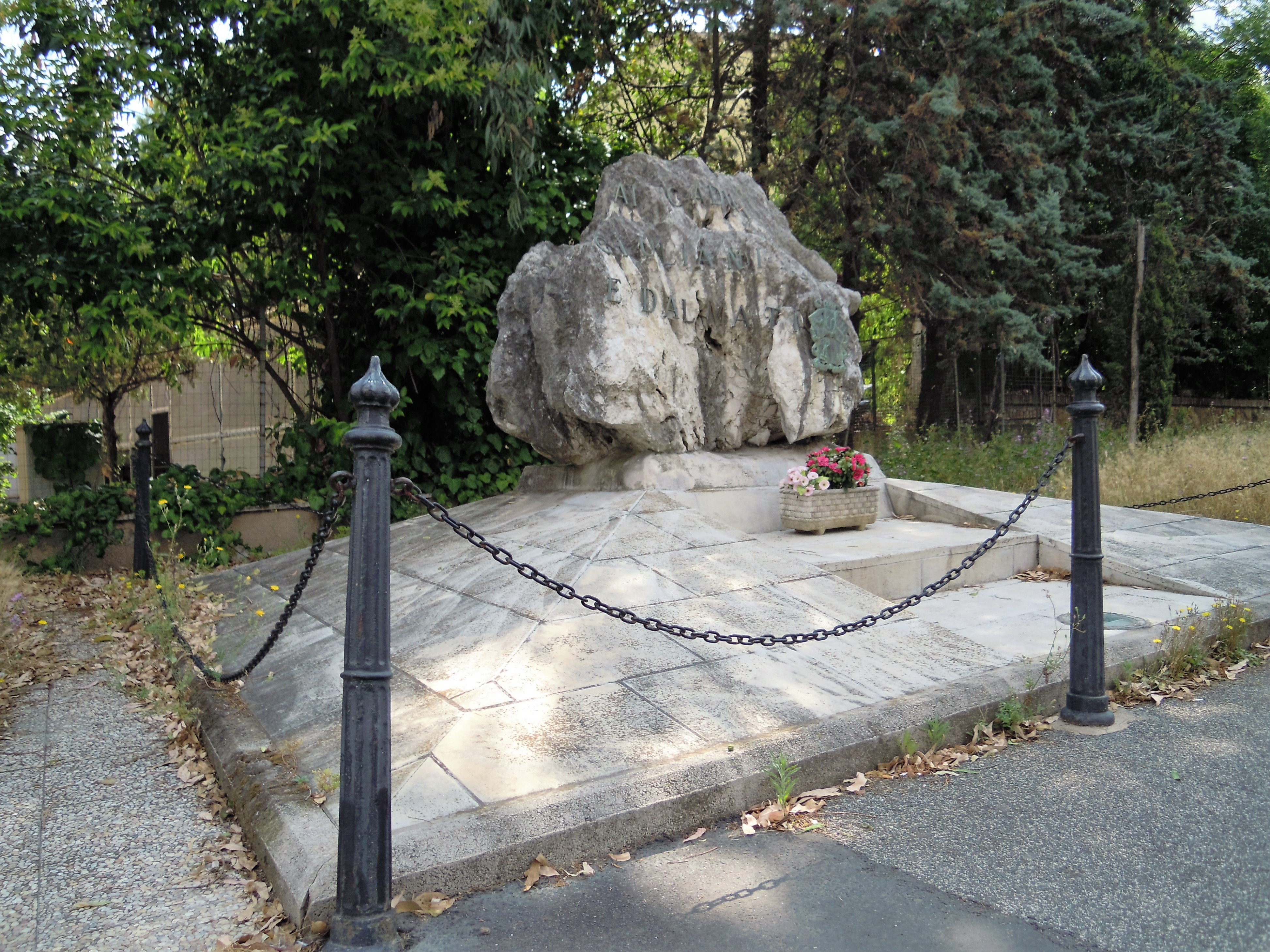
Monumento en la vía Laurentina a los soldados istrianos y dálmatos fallecidos (1961).

### Dentro de Roma
La carretera moderna empieza en Roma, en el distrito Ostiense. La carretera se separa de la carretera consular vía Ostiense precisamente bajo un puente de ferrocarril del metro de Roma, muy cercano a la Basílica de San Paolo Extramuros. 
La vía Laurentina continúa por Roma en dirección sur delimitando la frontera entre los distritos de Eur (hacia el occidente) y Ardeatino y Giuliano-Dálmata (hacia el oriente). Después continúa por las zonas de Fonte Ostiense y el distrito de Giuliano-Dálmata.

### Fuera de Roma
Ya saliendo de Roma, en la intersección con la carretera a Albano, la carretera cruza Santa Procula, un villorrio de Pomezia. Después se cruza con la carretera estatal de SS148, la antigua vía Pontina, en dirección hacia Latina, y finalmente llegando a Ardea.
Pasado Ardea, la carretera termina en las playas de Tor San Lorenzo donde conecta con la SS601, la carretera estatal de   Ostia-Anzio, la antigua vía Litoranea.
A lo largo de la carretera, en el kilómetro 14, se encuentra el Cementerio Laurentino. El cementerio contiene una sección llamada el Jardín de los Ángeles, dedicado a niños difuntos y niños no nacidos. En el 2018, el papa Francisco dio aquí su misa papal anual en honor al día de Todos los fieles difuntos.